# 心の知能指数
心の知能指数（こころのちのうしすう、英: emotional intelligence quotient、EQ）は、心の知能 (英: emotional intelligence、EI) を測定する指標である。心の知能とは、自己や他者の感情を知覚し、また自分の感情をコントロールする知能を指す。
比較的新しい概念のため、定義はいまだはっきりとしていない。後述するジョン・D・メイヤーのように、感情表現の技術とその知能指数を区別する研究者もいる。

## 由来
1920年、コロンビア大学のエドワード・ソーンダイクが、他人と付き合う能力を「社会的知性」として取り上げた。1975年、ハワード・ガードナー が『The shattered mind』を発表し、他者との対話と自己との対話の両方を理論化した「多重知能 (MI) 理論」（人には8種類の知性のタイプがあるとしたもので、後に2種類を追加）を初めて唱えた。ガードナーを始めとする多くの心理学者は、IQテストのような従来からの知性の尺度では、人の認識力を完全には捉えきれないと考えている。
EI (emotional intelligence) という用語はワイン・ペインが作ったとされている。その10年後になって、ダニエル・ゴールマン（Daniel Goleman）がEIを書籍や新聞記事に紹介してビジネス展開したことによって、この用語は広まった。
しかし実際には、ペインがEIを定義する約20年前の1960年代はじめに、オランダ人SF作家カール・ランスが2作の小説においてEIの概念を説明し、小説中で「emotional quotient」の語を使用している。この小説は有名なラジオ番組の原作であったが、翻訳されることはなかった。年表的には遅かったペインがアングロサクソンの世界での命名者となったのは、ランスの着想が言語の壁に阻まれたためである。
1980年代後半になって、ピーター・サロベイとジョン・D・メイヤーの発案により、EIの概念の研究が開始された。1990年、彼らはEIの概念を知性に関する概念だと特定する論文を発表し、その後も研究を続けた。一方、EQ (emotional quotient) という用語は、ケイス・ビーズリーの論説の中で初めて学術的に用いられた（1987）。当時の大多数の評価では、EIとEQはそれぞれ異なったモデル、測定法であると考えられていた。

## EIの定義

EQマップ

認識を扱う領域では（つまりIQに関しては）、知能と知識ははっきり区別されている。感情を扱う領域、EQに関しては知能と知識の区分が曖昧である。

## EIの測定法
研究者によっては EI をIQと同様の認識能力と考えており（例：メイヤーとサロベイ、2000年）、またある研究者は判明した能力と個性の組み合わせと考えており（例：シュッテ等、1998年）、さらに別の研究者は計測可能な技能と考えている。このように様々な異なる見方があるため、結果的に EI に関するいくつもの研究領域が生まれてきた。

### EIの自己測定法
EQの自己測定法には、ブラッドベリとグリーブによるEI評価法がある。このEI評価法は、ダニエル・ゴールマンのモデルにある次の4つのEQ技能を測定する。
- 自己の自覚
- 自己の制御
- 社会的自覚
- 他者との関係の制御

この他の自己測定方法としては、シックスセカンズのSEI（せい）やスウィンバーン大学EIテスト (SUEIT)、GENOS EI、EQマップ、ECI、 Ei360、テット・フォックス・ウァンによる評価法などがある。

### EIの能力測定
EIの計測法の一つが感情に関連した問題を解くMSCEIT（メスキート、Mayer - Salovey - Caruso Emotional Intelligence Test）で、大多数の研究者からこの測定結果は正しいと考えられている (MacCann, Roberts, Matthews, & Zeidner, 2004; Roberts, Zeidner, & Matthews, 2001)。
MSCEITは、次の領域のEIを測定する。
- 経験領域
  - 感情知覚部門
  - 思考促進部門
- 戦略領域
  - 感情理解部門
  - 感情統制部門

この能力測定方法と自己測定法とのどちらがより役立つかについても、研究がなされている。

### 行動観察によるEI測定法
ベン・パルマー、コン・スタウ、およびオーストラリアのスウィンバーン大学の心理学研究ユニット（OPRU、Organizational Psychology Research Unit）によって、第2世代の職場向けEI測定法が開発された。「Genos EI」と名を改めた新スウィンバーン・モデルは、自己測定や能力測定に比べると行動観察を重視した方法で、全方位（自分、上司、同僚、直接報告、顧客）から7領域の評価を行う。2001年以降、この測定テストは、Genos EI公認の世界中に広がるコンサルタント・コーチのネットワークを通じて商業的に頒布されている。
Genos EIは、次の7領域を測定する。
- 感情の自覚
- 感情の表現
- 他者の感情の理解
- 感情の推察力
- 感情の自己統制 (Self-Management)
- 他者の感情の統制
- 感情の自己管理 (Self-Control)

従来から自己測定法は「よく見せたい」という思いで偏向すると批判が多かったので、Genos EIは、全方位評価によってそれを補正した。多くの立場の人からの評価を反映すると、職場での日ごろの行動を他者がどう見ているかと自己評価との差がはっきりとする。

## 論争の解決力とEI
EI研究の重要な一分野は、現実に論争や交渉している人に対して、EIがどのように役立つかということである。EIと論争との関係を研究している学者として、ロジャー・フィッシャー、ハーバード・ネゴシエーション・プロジェクトのダニエル・シャピロ、フー、エルフェンベイン、タン、アイクなどがいる。彼らは、交渉において有利な材料を作るためにEIがどのように役立つのかを研究した（2004年）。また、オールレッドは、交渉において同情や怒りの果たす役割を研究した。ヒューマーとバリーは、IQとEQが交渉プロセスに影響する過程を研究した。
感情的知性について興味深いのは、それが創造性の最も重要な要素である一方で、感情的知性は感情労働に深く関わる仕事にとって重要であり、感情的知性は感情労働を必要としない仕事にとっては制限要因になりうるということである。

## 批判
EIに向けられる代表的な批判は、「EIを設定する基準がない」という批判である。IQテストの場合は学校の等級判定に近づくように設計されているが、EIに対してこのような基準となる等級がないと思われる。
メイヤーとサロベイの研究に対する批判として、ロバート等による研究がある。この研究では、EQは実質的には協調性を計測しているのではないか、と警告を発している。これに対し、メイヤーらは、さらに自説を補強する理論を発表した。とはいえ、多くの心理学者は、EQを知能の測定基準のひとつ（IQのような）とは認めていない。
ゴールマンの研究もまた、心理学のある分野の学者からは批判されている。例えば、ハンス・アイゼンクは次のように述べている。
「ゴールマンは、人が異なる行動方法を選ぶ傾向のタイプ分けに『知能』とレッテルを貼るというばかげたことを、誰よりもわかりやすく例を挙げて行っただけだ……もしもこの5つの能力が『心の知能』であるいうならば、そこに相関があることを明確に示してほしい。ゴールマンも十分には相関がない可能性を認めているし、そもそも相関が測れないのにどう検証しろというのか? 結局、この理論は砂の上に立っていて、科学的な根拠がない。」

### EIの予言力不足への批判
EIが生活や仕事の技能の能力を予言できるとゴールマンは主張するが、彼はそれを証明していないという批判がある。最近の著作でもゴールマン達は、実証していないが、EIがリーダーシップに対し役立つと主張した。これに対しても、Antonakis (2003, p. 359) によると、学術界の中で論争が起きている。

### 性格診断との類似
EIの自己測定法が、ビッグファイブ論 (Gignac, 2005; Malouff, Thorsteinsson, & Schutte, 2005) のような「すでに確立した性格診断の領域とどの程度重なるのか、に着目する研究者もいる。一般的に、EIの自己測定法と性格診断とは、どちらも人の特徴を測るもので、しかもどちらも自己診断方式に頼っているから、同じような結果になるといわれている (Zeidner, Matthews, & Roberts, 2002)。特に、ビッグファイブの中の2領域である外向性と神経症傾向は、とりわけEIの自己測定と関連すると思われる (Costa & McCrae, 1992)。直感的には、神経症傾向の点数が高いほどEIの自己診断が低くなる (Zeidner, Matthews, & Roberts, 2002)。
EIの自己測定法と性格診断にかなりの相関があることをどう解釈するのかは、一貫しておらず、時として変わってきた。両者の構造は重複し0.4程度の相関があると主張する研究者もいるし（Davies, Stankov & Roberts, 1998、など）、EIの自己測定法は性格診断のひとつにすぎないと主張する研究者もいる（Petrides & Furnham, 2001、など）。Gignacは、両者が重複しているかどうかを調べるためには（相関係数ではなく）要素分析法が良いと説明し、EIの自己測定法で個人特性を調べても、それはビッグファイブによる測定以上の結果はもたらさないと主張した。

### EI自己測定法で自己を良く見せようとする問題
「自己を良く見せようとする問題」とは、自己測定の被験者が結果を良くしようと、回答を偏向させる問題である (Paulhus, 2002)。性格診断テストの結果もこのような回答の偏向で歪められることが知られている (Holtgraves, 2004; McFarland & Ryan, 2000; Peebles & Moore, 1998; Nichols & Greene, 1997; Zerbe & Paulhus, 1987)。
恣意的な回答はある種の毎回変わる回答パターンであると示した研究もある (Pauls & Crost, 2004; Paulhus, 1991)。これは、個人属性に従った長期間で変わらない回答とは区別される。EI自己測定法が使われるような場面（就職試験など）の状況を考慮すると、結果を良くしようとすることの問題は明らかである (Paulhus & Reid, 2001)。恣意的な回答によって正確な診断ができなくなることを懸念し、被験者にはテスト前に「良く見せようとしないように」という注意が必要と考える研究者もいる（McFarland, 2003、など）。「良く見せよう」という回答をなくす方法の一つとして、心理学の同意に基づく方法 (en:Consensus based assessment) の技術を適用が考えられる。

### 企業におけるEIの活用と誤用
悪い例として、採用試験や現職員に対してEI試験が行われ、内向的な結果や無感動な結果が出た人が、非道義的な差別を受ける場合がある。企業におけるEIの測定結果を障害者の持つ障害のように考える人がいる。また、自分の子供のEI試験結果を見て憂うつになったり、虐待する人もいる (バーバラ・エーレンライク『捨てられるホワイトカラー 格差社会アメリカで仕事を探すということ』)。